# 서울튜티앙상블
서울튜티앙상블은 국내외의 실내악 활동을 통하여 우리민족의 음악적 역량 향상 및 국민정서 함양에 이바지하며 음악문화의 국제적 교류를 도모할 목적으로 2001년 12월 12일 설립된 대한민국 문화체육관광부 소관의 사단법인이다. 사무실은 서울특별시 강남구 삼성2동 8-1 401-1호 (우: 135-864)에 있다.

## 주요 사업
- 정기연주회를 비롯한 각종연주회 개최
- 청소년음악회를 통한 청소년의 건전한 정서함양에 기여
- 연주자의 국제적 교류
- 음악발전을 위한 연구